# 山代氏益
山代 氏益（やましろ の うじます）は、平安時代初期の貴族。姓は宿禰。少外記・山代国雄の子。官位は従五位下・越中介。

## 経歴
第19次遣唐使の録事に命ぜられて、承和5年（838年）に渡唐した。翌承和6年（839年）往路に利用した三船が不十分なものであったことから、一行は楚州で新羅船9隻を雇って新羅の南岸沿いの航路を利用し帰国の途に就いた。8月に帰朝した他船に遅れて、10月になって氏益は筑前国博多津に帰着した。帰国後、右少史・左少史・少外記・大外記と文書作成を掌る官職を歴任する一方、承和8年（841年）には式部大丞・小野恒柯と共に存問渤海客使として渤海使の応接を担当した。
承和10年（843年）外従五位下・山城介に叙任されると、仁明朝後半は地方官を務めた。嘉祥2年（849年）勘解由次官として京官に復し、仁明朝末の嘉祥3年（850年）内位の従五位下に叙せられた。文徳朝の仁寿2年（852年）越中介に任ぜられたことにより、再び地方官に転じている。

## 官歴
『六国史』による。
- 時期不詳：正六位上
- 承和6年（839年） 10月9日：見遣唐録事
- 承和7年（840年） 正月：右少史[2]
- 承和8年（841年） 2月：左少史[2]。8月14日：少外記[2]。12月25日：存問渤海客使
- 承和9年（842年） 2月10日：大外記[2]
- 承和10年（843年） 正月11日：外従五位下。正月12日：豊前介。2月10日：山城介
- 承和14年（847年） 2月11日：山城介
- 嘉祥2年（849年） 2月27日：勘解由次官
- 嘉祥3年（850年） 正月7日：従五位下（内位）
- 仁寿2年（852年） 正月15日：越中介

## 系譜
- 父：山代国雄[3]
- 母：不詳
- 生母不明の子女
  - 男子：山代宗雄[3]
  - 男子：山代豊雄[3]
  - 男子：山代宮長[3]
  - 男子：山代長雄[3]